# Tanja Sinelnikow
Tatjana (Tanja) Olga Sinelnikow, född 19 november 1917 i Köpenhamn, död 1976, var en dansk-svensk målare, tecknare och grafiker.
Hon var dotter till Grigori Sinelnikow och Katja Sommelius. Sinelnikow studerade på 1930-talet vid en reklamskola i Stockholm samt för teaterdekoratören Einar Hjort i Helsingborg samt ett par år vid Tekniska skolan i Stockholm. Hon studerade fritt i Köpenhamn 1938–1940 och för André Lhote i Paris 1948–1949 samt under ett antal studieresor i södra Europa. Hon målade till en början huvudsakligen figurer och landskap i vaxkrita men i slutet av 1950-talet övergick hon till att endast måla nonfigurativt. Hon medverkade i samlingsutställningar arrangerade av Helsingborgs konstförening och Kulla-konsts utställningar i Höganäs samt Sveriges allmänna konstförenings utställningar på Liljevalchs konsthall. Separat ställde hon ut på Steijners konstsalong i Helsingborg 1952, Art Moderne et Ancien i Bern 1953, Galeria Buchholtz i Madrid 1954 och på Sturegalleriet i Stockholm.  